# Double Switch
Double Switch est un film interactif en Full motion video sorti en 1994 sur les plates-formes Windows, Mega-CD et Saturn. Le jeu a été développé et édité par Digital Pictures.